# Globig-Bleddin
Globig-Bleddin este o comună din landul Saxonia-Anhalt, Germania.